# MySims
MySims este un joc elaborat de Electronic Arts pentru Nintendo DS și Nintendo Wii, bazat pe populară serie dezvoltată de EA și Maxis: The Sims. Jocul a fost lansat pe data de 18 septembrie 2007 în SUA și pe data de 21 septembrie în Europa.  

## MySims pentru Nintendo Wii
Versiunea Wii a MySims începe prin mutarea personajului nostru într-un orășel disperat să atragă noi rezidenți. Cu puțin ajutor de la localnici și cu puțină creativitate, orășelul poate fi făcut să vibreze prin atragerea de vedete, precum Gino Delicioso (maestrul bucătar), Candy Supergroove (faimosul DJ) sau Cap'n Ginny (marele magician). Jucătorii trebuie să identifice nevoile locuitorilor, pentru că aceștia să se bucure de viață din noul orășel Sims. Pe lângă personalizarea propriului erou, jucătorul va putea să creeze sau să modifice clădiri, să-și aleagă mobilă și aparatele electrocasnice sau să creeze obiecte originale prin intermediul unui editor special.  
Ca și în seria Sims, în joc vor fi foarte importante activitățile sociale, întâlnirea de noi oameni și dezvoltarea prieteniilor. În MySims vor putea fi întâlnite peste 80 de personaje unice.  

## MySims pentru Nintendo DS
Versiunea Ds a MySims ne aduce într-o stațiune aflată într-un peisaj de vis, între un munte scăldat de soare și o mare cu apa limpede. Jucătorul trebuie să identifice nevoile rezidenților și să încerce să readucă stațiunea la gloria de altădată. Vor trebui renovate clădirile pentru mai multă strălucire și noi rezidenți vor trebui convinși să se mute în orășelul nostru. Charlie Bucătarul, Niki, scafandrul sau Joseph, pescarul, vor contribui la creșterea și dezvoltarea orașului după ce se vor fi mutat în noile lor locuințe. Eroul din MySims va putea fi personalizat după bunul plac, vor putea fi create obiecte de mobilă sau haine originale. Peste 30 de personaje vor fi prezente în joc, pentru a se creă relații și prietenii.
1. ↑   https://pegi.info/search-pegi?q=MySims%E2%84%A2, accesat în 3 noiembrie 2023 Lipsește sau este vid: |title= (ajutor)